# Juršinci
Juršinci (Duits: Georgendorff) is sinds 1995 een zelfstandige gemeente in Slovenië in de regio Stiermarken. Voordien maakte het deel uit van de gemeente Ptuj. Het omvat de plaatsen Bodkovci, Dragovič, Gabrnik, Gradiščak, Grlinci, Hlaponci, Juršinci, Kukava, Mostje, Rotman, Sakušak, Senčak pri Juršincih, Zagorci. De vermelding Georgendorff werd voor het eerst in 1320 gevonden, de eerste keer dat de Sloveense naam Juršinci opdook was in 1409.
De gemeente telt 2395 inwoners. De parochiekerk H. Laurentius werd voor het in 1322 vermeld. De huidige gotische stijl van dit kerkje kwam tot stand na verbouwingen in de 16e eeuw, tussen 1517 en 1540. In het interieur bevindt zich een Kruisweg van Slavko Pengov, die tussen de beide wereldoorlogen werd aangebracht.
Juršinci leeft hoofdzakelijk van de wijnbouw en fruitteelt.

## In Juršinci zijn geboren
- Janez Puh (1862-1914) - uitvinder
- Anton Slodnjak (Bodkovci, 1899) - letterkundige

Benedikt · Cerkvenjak · Cirkulane · Destrnik · Dornava · Duplek · Gorišnica · Hajdina · Hoče-Slivnica · Juršinci · Kidričevo · Kungota · Lenart · Lovrenc na Pohorju · Majšperk · Makole · Maribor · Markovci · Miklavž na Dravskem polju · Oplotnica · Ormož · Pesnica · Podlehnik · Poljčane · Ptuj · Rače-Fram · Ruše · Selnica ob Dravi · Slovenska Bistrica · Središče ob Dravi · Starše · Sveta Ana · Sveta Trojica v Slovenskih goricah · Sveti Andraž v Slovenskih goricah · Sveti Jurij · Sveti Tomaž · Šentilj · Trnovska vas · Videm · Zavrč · Žetale